# Prasophyllum diversiflorum
Prasophyllum diversiflorum là một loài thực vật có hoa trong họ Lan. Loài này được Nicholls miêu tả khoa học đầu tiên năm 1942.